# Saba (piosenkarka)
Saba, właśc. Anna Saba Lykke Oehlenschlæger (ur. 11 sierpnia 1997 w Addis Abeba) – duńska piosenkarka, aktorka, przedsiębiorczyni, modelka pochodzenia etiopskiego. Reprezentantka Danii w 68. Konkursie Piosenki Eurowizji (2024).

## Życiorys
Gdy miała osiem miesięcy, ona i jej siostra bliźniaczka, Andrea Lykke Oehlenschlæger, zostały adoptowane przez rodzinę z Ringkøbing, w zachodniej Jutlandii w Danii, po tym jak opuszczono je w Etiopii.
W 2023 roku główną rolę w musicalu „Hair” w kopenhaskim Østre Gasværk Theatre, zastępując swoją siostrę bliźniaczkę Andreę, która zaszła w ciążę.
25 stycznia 2024 ujawniono, że weźmie udział w preselekcjach Dansk Melodi Grand Prix 2024, wyłaniających reprezentanta Danii w Konkursie Piosenki Eurowizji 2024 z piosenką „Sand”. 17 lutego 2024 wygrała finał eliminacji, dzięki czemu uzyskała prawo do reprezentowania kraju w konkursie.

## Życie prywatne
W 2018 zdiagnozowano u niej zaburzenia afektywne dwubiegunowe. W latach 2020–2023 była związana z Lærke-Marią Schmidt. Od 2024 jest związana z Aviają Larsen.